# Si Mustapha
Si Mustapha là một đô thị thuộc tỉnh Boumerdès, Algérie. Dân số thời điểm năm 2002 là 9.015 người.